# Лёгкая атлетика на летних Олимпийских играх 2008 — эстафета 4×100 метров (женщины)
Соревнования в эстафете 4×100 метров у женщин на летних Олимпийских играх 2008 в Пекине проходили 21 и 22 августа на Пекинском национальном стадионе.

## Медалисты
| Золото                                                              | Серебро                                                                                             | Бронза                                                                               |
| Бельгия · Оливия Борле · Ханна Мариэн · Элоди Уэдраого · Ким Геварт | Нигерия · Эне Франка Идоко · Глория Кемасуоде · Халимат Исмаила · Олудамола Осайоми · Агнес Осазува | Бразилия · Роземар Коэльо Нето · Лусимар де Моура · Таисса Прести · Розангела Сантос |

(*)Участвовала лишь в первом раунде.

## Квалификация участников
16 команд, допущенных к участию в соревнованиях, были отобраны по среднему из двух лучших результатов, показанных в квалификационный период с 1 января 2007 года по 23 июля 2008 года. д. Сборные Финляндии и Кубы квалифицировались, но не приняли участия в соревнованиях, и были заменены сборными Таиланда и Нигерии (последняя в итоге заняла второе место).

## Рекорды
Данные приведены на начало Олимпийских игр.
| Мировой рекорд     | ГДР Роми Мюллер Сабине Гюнтер Ингрид Ауэрсвальд Марлис Гёр  | 41,37 | Канберра (Австралия) | 6 октября 1985 года |
| Олимпийский рекорд | ГДР Бербель Вёкель Марлис Гёр Ингрид Ауэрсвальд Роми Мюллер | 41,60 | Москва, СССР         | 1 августа 1980 года |

По итогам соревнований рекорды не изменились.

## Соревнования

### Первый раунд
Первые три команды из каждого забега независимо от показанного времени автоматически попадают в финал соревнований. Кроме того, туда попадают две команды, показавшие лучшее время среди всех остальных.
Использованы следующие сокращения:
| - Q — квалифицированы по месту в забеге - q — квалифицированы по времени | - SB — лучший результат в сезоне - PB — лучший результат в карьере - NR — национальный рекорд | - AR — рекорд континента - DNS — не вышли на старт - DNF — не финишировали - DQ — дисквалифицированы |

| Место | Спортсмен                                                                         | Результат | Примечания |
| ----- | --------------------------------------------------------------------------------- | --------- | ---------- |
| 1.    | Бельгия · Оливия Борле, Ханна Мариэн, Элоди Уэдраого, Ким Геварт                  | 42,92     | Q, SB      |
| 2.    | Великобритания · Джанет Куоки, Монтелл Дуглас, Эмили Фримен, Эмма Эния            | 43,02     | Q          |
| 3.    | Бразилия · Роземар Коэльо Нето, Лусимар де Моура, Таисса Прести, Розангела Сантос | 43,38     | Q          |
| 4.    | Нигерия · Франка Идоко, Глория Кемасуоде, Агнес Осазува, Олудамола Осайоми        | 43,43     | q, SB      |
| 5.    | Польша · Эвелина Клёцек, Дария Корчиньская, Дорота Ендрусиньская, Марта Ешке      | 43,47     | q          |
| 6.    | Беларусь · Юлия Нестеренко, Оксана Драгун, Анастасия Шуляк, Анна Богданович       | 43,69     | SB         |
| 7.    | Италия · Анита Пистоне, Винченца Кали, Джулия Арчони, Одри Алло                   | DSQ       |            |
| 8.    | США · Энджела Уильямс, Мешелл Льюис, Торри Эдвардс, Лорин Уильямс                 | DSQ       |            |

| Место | Спортсмен                                                                         | Результат | Примечания |
| ----- | --------------------------------------------------------------------------------- | --------- | ---------- |
| 1.    | Ямайка · Шелли-Энн Фрейзер, Шери-Энн Брукс, Элин Бэйли, Вероника Кэмпбелл-Браун   | 42,24     | Q, SB      |
| 2.    | Россия · Евгения Полякова, Александра Федорива, Юлия Гущина, Юлия Чермошанская    | 42,87     | Q          |
| 3.    | Германия · Анне Мёллингер, Ферена Зайлер, Катлин Чирх, Марион Вагнер              | 43,59     | Q          |
| 4.    | Китай · Юцзия Тао, Чжинь Вань, Лан Чжань, Ваньпинь Цин                            | 43,14     |            |
| 5.    | Таиланд · Сангван Яксунин, Орранут Кломди, Ютамасс Тхавончароен, Нонгнут Санрат   | 43,78     |            |
| 6.    | Франция · Мириам Сумаре, Мюриэль Юрти-Уэри, Лина Жак-Себастьен, Карима Луами      | DNF       |            |
| 7.    | Тринидад и Тобаго · Уонда Хатсон, Келли-Энн Батист, Эянна Хатчинсон, Семой Хэкетт | DNF       |            |
| 8.    | Украина · Наталья Пигида, Наталья Погребняк, Ирина Шепетюк, Оксана Щербак         | DSQ       |            |

### Финал
| Место | Спортсмен                                                                          | Результат | Прим. |
| ----- | ---------------------------------------------------------------------------------- | --------- | ----- |
| 1     | Бельгия · Оливия Борле, Ханна Мариэн, Элоди Уэдраого, Ким Геварт                   | 42,54     | NR    |
| 2     | Нигерия · Франка Идоко, Глория Кемасуоде, Халимат Исмаила, Олудамола Осайоми       | 43,04     | SB    |
| 3     | Бразилия · Роземар Коэльо Нето, Лусимар де Моура, Таисса Прести, Розангела Сантос  | 43,14     | SB    |
| 4.    | Германия · Анне Мёллингер, Ферена Зайлер, Катлин Чирх, Марион Вагнер               | 43,28     |       |
| DNF   | Великобритания · Джанетт Куоки, Монтелл Дуглас, Эмили Фримен, Эмма Эния            | DNF       |       |
| DNF   | Ямайка · Шелли-Энн Фрейзер, Шерон Симпсон, Керрон Стюарт, Вероника Кэмпбелл-Браун  | DNF       |       |
| DSQ   | Польша · Эвелина Клёцек, Дария Корчиньская, Дорота Ендрусиньская, Иоанна Коцельник | DQ        |       |
| DSQ   | Россия · Евгения Полякова, Александра Федорива, Юлия Гущина, Юлия Чермошанская     | 42,31     | SB    |

Сборная Ямайки, показавшая лучшее время в полуфиналах и состоявшая лишь из спортсменок, уже ранее на этих Олимпийских играх завоевавших золотые и серебряные медали в беге на 100 и 200 метров, ошиблась при передаче эстафетной палочки и не смогла финишировать, вытеснив также с дорожки сборную Великобритании.
16 августа 2016 года через 8 лет после завершения соревнований решением МОК из-за положительной допинг-пробы Юлии Чермошанской сборная России была лишена золотых медалей и дисквалифицирована, комплекты медалей перераспределены между оставшимися участниками.